# Karl Friedrich Knappe

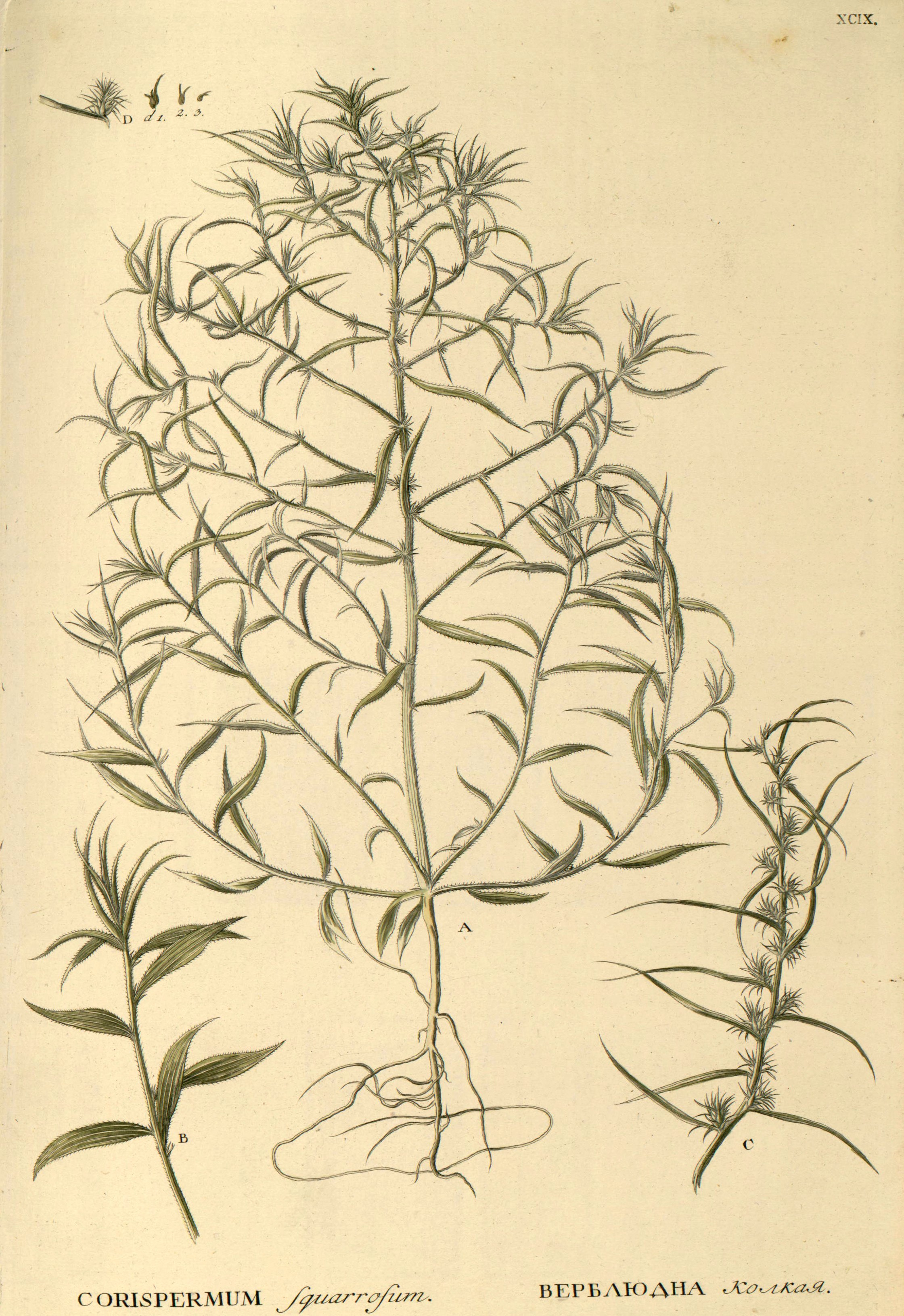
Zeichnung von Karl Friedrich Knappe, 1788

Karl Friedrich Knappe (russisch Карл Фри́дрих Кна́ппе; * 1745; † 1808) war ein deutscher Maler und Zeichner von Tieren und Pflanzen.

## Leben
Knappe war deutscher Abstammung und Schüler Johann Friedrich Grooths an der St. Petersburger Kunstakademie. Knappe arbeitete dann in St. Petersburg für den kaiserlichen Hof. Er schuf hauptsächlich Aquarelle und Gouachen, aber auch Genrebilder und Gravuren. Einige seiner Werke befinden sich wohl erhalten in privaten Sammlungen und im Schloss Pawlowsk. Von ihm stammen die von der St. Petersburger Akademie der Wissenschaften veröffentlichten Zeichnungen Flora Rossica. 1774 wurde Knappe Mitglied der St. Petersburger Kunstakademie und lehrte die Tier- und Vogelmalerei. 1775 übernahm er die Malerei-Klasse von seinem Lehrer Grooth. 1785 wurde er Akademierat. Auch lehrte er an der deutschen Petrischule. 1795 wurde er wegen Auflösung seiner Malerei-Klasse in den Ruhestand geschickt.
Knappes Tochter Jekaterina war die Mutter des Architekten Joseph Bové.